# هیرانیاگاربا سوکتا
هیرانیاگاربا سوکتا (به سانسکریت : हिरण्यगर्भ सुक्ता) صد و بیست و یکمین سرود، دهمین ماندالای ریگ ودا است.  در این سوکتا از هیرانیاگاربها به عنوان خدای خدایان یاد شده است و هیچکس مانند او نیست. Hiranyagarbha Sukta اعلام می‌کند که خداوند خالق جهان، سرچشمه ی آگاهی است. 
Sage Hiranyagarbha نویسنده Hiranyagarbha Sukta است.   خالق سرود پراجاپاتی است.   اوپانیشاد آن را روح جهان یا برهمن می نامد.  از ده  riks of trishtup rhythm تشکیل شده است.